# Кришан, Адриан
Адриа́н Кришан (рум. Adrian Crișan; род. 7 мая 1980, Бистрица, Румыния) — румынский игрок в настольный теннис, участник четырёх летних Олимпийских игр, четырёхкратный бронзовый призёр чемпионатов Европы.

## Спортивная биография
На юниорском уровне главным достижением в карьере Кришана стала победа на молодёжном чемпионате Европы в миксте в 1997 году. На том же турнире румынский теннисист стал третьим в одиночном разряде. Уже в 17 лет Кришан принял участие в своём первом чемпионате мира, причём он принял участие сразу во всех возможных дисциплинах, однако дальше второго раунда ему нигде не удалось продвинуться. 
В 2000 году Кришан дебютировал на летних Олимпийских играх в Сиднее. На групповом этапе румынскому теннисисту удалось одержать одну победу, но поражение от поляка Лусьян Блащик не позволило Адриану пробиться в плей-офф. В 2003 году Адриан впервые выступил на взрослом чемпионате Европы. В парном разряде Кришан сумел дойти до четвертьфинала.
На летних Олимпийских играх 2004 года в Афинах изменилась система проведения соревнований. Спортсмены с первого же раунда стали соревноваться по системе плей-офф. Своё выступление Кришан начал со второго раунда, где уверенно в 4-х партиях победил американца Лупулеску. В третьем раунде соперником Адриана стал представитель Китайского Тайбэя Цзян Бэнлун. Всего одну партию в матче смог выиграть румынский спортсмен и выбыл из дальнейшей борьбы. В 2005 году Кришан выиграл свой единственный этап Про-тура, победив на соревнованиях в Рио-де-Жанейро. В том же году Кришан стал обладателем первой награды, став в составе сборной Румынии бронзовым призёром чемпионата Европы 2005 года. Такой же результат он показал и спустя два года на первенстве в Белграде.
Летние Олимпийские игры 2008 года в Пекине сложились для Адриана примерно также, как и Игры четырёхлетней давности. Во втором раунде Кришан уверенно победил доминиканского теннисиста Луис Линя, но в третьем раунде в упорной борьбе в 7-ми партиях уступил молодому немцу Дмитрию Овчарову. В 2009 году румынский теннисист в третий раз подряд стал бронзовым призёром в командном разряде на чемпионате Европы.
Свой лучший результат на летних Олимпийских играх Кришан показал в 2012 году на Играх в Лондоне. Будучи сеянным Адриан начал свои выступления с третьего раунда. Первым соперником стал испанец Хэ Чживэнь, которого Кришан смог обыграть в 6-ти партиях. В 1/8 финала Кришан преподнёс настоящую сенсацию, обыграв в пяти партиях знаменитого немца Тимо Болля. Но пройти дальше четвертьфинала румыну не удалось. Как и 8 лет назад, дорогу к решающим поединкам Кришану преградил представитель Китайского Тайбэя. В этот раз соперником стал Чжуан Цзиньюань. Адриану не удалось навязать какой-либо борьбы в поединке и уступил в 4-х партиях. В октябре 2012 года Кришан впервые в карьере стал обладателем бронзовой медали чемпионата Европы в одиночном разряде.

## Достижения

### Игровые
Одиночный разряд
- Бронзовый призёр чемпионата Европы: 2012;
- Победитель 1 турнира Про-Тура ITTF;
- Многократный чемпион Румынии.

Командный турнир
- Бронзовый призёр чемпионата Европы: 2005, 2007, 2009; (в составе сборной Румынии);

## Клубы
- 1996 — 1997  Бистрица
- 1997 — 1999  Байройт
- 1999 — 2000  Плюдерхаузен
- 2000 — 2010  Либхерр Оберхаузен
- 2010 — н.в.  Вердер Бремен